# Деалу Арманулуј (Харгита)
Деалу Арманулуј (рум. Dealu Armanului) насеље је у Румунији у округу Харгита у општини Галауцаш. Oпштина се налази на надморској висини од 768 m.

## Становништво
Према подацима из 2002. године у насељу је живело 31 становника, од којих су сви румунске националности.